# Bastionul Cojocarilor din Brașov

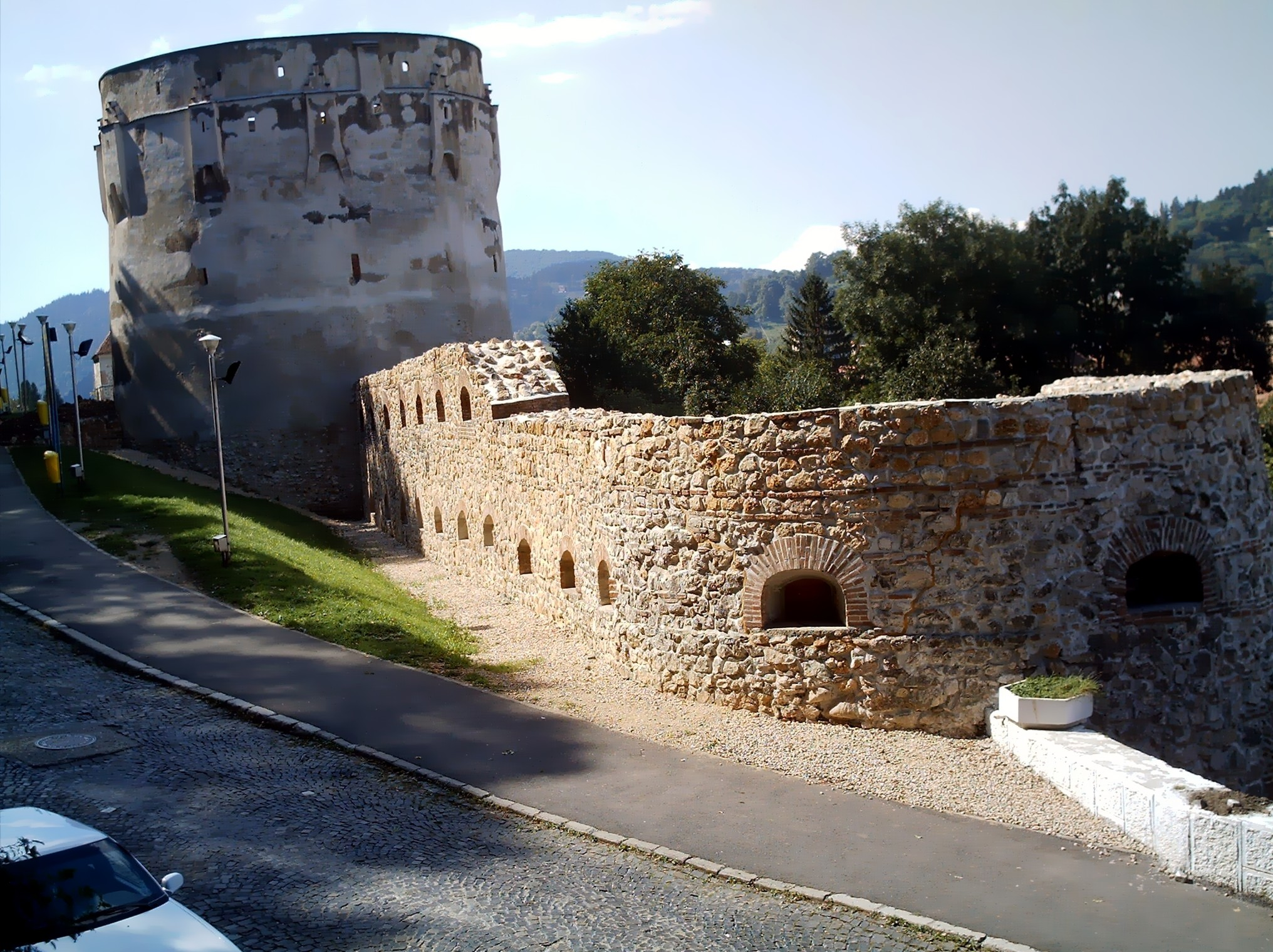
Bastionul Cojocarilor (în spate, cel al Postăvarilor)

Menționat mai târziu decât restul fortificațiilor din cetatea Brașov, se pare că Bastionul Cojocarilor, sau Tăbăcarilor cum i se mai spune, a fost construit în jurul anului 1452 și încredințat spre apărare breslei „tăbăcarilor roșii”. Avea formă de turn semicircular, cu o parte deschisă înspre Bastionul Postăvarilor. La început a avut doar guri de tragere și guri de smoală topită. Arcurile de cărămidă ce se mai văd și astăzi au fost făcute însă mai târziu. Fortificația comunica cu Bastionul Postăvarilor printr-o galerie de-a lungul zidului exterior. A fost renovat în anul 2005.